# Bạch tuộc Paul
Bạch tuộc Paul (2008-2010) là một con bạch tuộc nổi tiếng toàn thế giới vì dự đoán chính xác kết quả thi đấu quốc tế của đội tuyển bóng đá quốc gia Đức, đặc biệt trong Giải vô địch bóng đá thế giới 2010. Nhiều phương tiện thông tin đại chúng cho rằng con bạch tuộc này có tài "tiên tri".
Paul trở thành một hiện tượng thú vị của mùa Giải vô địch bóng đá thế giới 2010.

## Lý lịch trích ngang
Paul ra đời tháng 1 năm 2008 tại Công viên Hải dương học ở Weymouth, một thị trấn nhỏ ở Dorset, nước Anh, nhưng cũng có thông tin cho biết Paul tên thật là Paolo và được huấn luyện viên của mình là cô Verena Bartsh bắt được ngoài khơi hòn đảo Elba của Ý, lúc đó Paul được khoảng 4 tuần tuổi. Phần lớn cuộc đời Paul được nuôi dưỡng tại Trung tâm triển lãm thủy sản Sea Food, thành phố Oberhausen, miền tây nước Đức. Paul tính đến thời kỳ World Cup 2010 đã 2 tuổi rưỡi và vẫn chưa giao phối với con bạch tuộc cái nào. Nó có ba trái tim, chín bộ não và một cánh tay linh hoạt nhất. Cánh tay này được sử dụng vào những công việc cụ thể nhiều hơn 7 cánh tay còn lại.
Được biết thêm là loài bạch tuộc thường không sống quá 3 năm và mù màu (không phân biệt được màu sắc).

## Phương pháp "dự đoán"

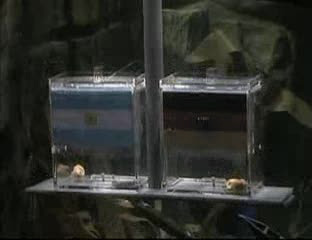
Hộp nhựa đựng thức ăn với những lá cờ.

Bạch tuộc Paul được người ta sử dụng vào việc dự đoán kết quả các trận bóng đá với phương pháp như sau: người ta cho hai hộp thức ăn có gắn quốc kỳ của hai quốc gia. Quốc kỳ các đội tuyển được sắp xếp trái hay phải theo thứ tự A,B,C trong tiếng Anh và theo sự xếp đặt của FIFA. Nếu bạch tuộc Paul đến mở nắp hộp và ăn tại hộp thức ăn (thường là chứa trai hay sò) có quốc kỳ của nước nào, người ta cho rằng đội đó sẽ thắng. Sau khi Paul "dự đoán" kết quả thì nhiều phương tiện truyền thông lớn đều đưa tin về kết quả này.
Việc dùng Paul "dự báo" là hoàn toàn khách quan. Bà Tanja Munzig từ trung tâm sinh vật biển tại Oberhausen đã khẳng định không có bất cứ trò bịp bợm nào trong việc dự đoán này. Thức ăn trong hai hộp là hoàn toàn giống nhau cả về số lượng và chất lượng. Điều khác biệt duy nhất là lá cờ gắn trên một hộp

## Kết quả

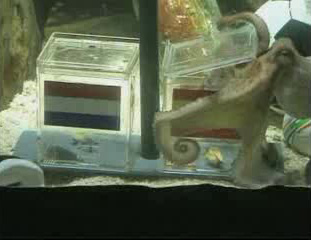
Paul dự đoán trận chung kết

Paul đã "đoán" đúng 12 trên 14 trận, cao hơn rất nhiều so với đoán bằng tung đồng xu hay bằng phương pháp khác.
Trong 6 trận đấu của đội tuyển Đức tại UEFA Euro 2008, Paul đã đoán đúng 4 trận, chỉ sai trong trận Đức gặp Croatia ở vòng bảng và trận chung kết gặp Tây Ban Nha (tỷ lệ dự đoán chính xác lên đến 66,7%).
Ở World Cup 2010, Paul đoán đúng cả tám trận đấu: 7 trận của đội tuyển Đức gồm cả trận Đức thua Serbia ở vòng bảng, thua Tây Ban Nha ở bán kết. và trận chung kết giữa Tây Ban Nha và Hà Lan (xác suất đúng 100%).
| Đối thủ     | Giải đấu       | Vòng          | Dự đoán của Paul (đội thắng) | Kết quả Đức- Đối thủ |      |
| ----------- | -------------- | ------------- | ---------------------------- | -------------------- | ---- |
| Phần Lan    | Euro 2008      | vòng loại     | Đức                          | 2-0                  | Đúng |
| Croatia     | Euro 2008      | vòng bảng     | Đức                          | 1-2                  | Sai  |
| Áo          | Euro 2008      | vòng bảng     | Đức                          | 1-0                  | Đúng |
| Bồ Đào Nha  | Euro 2008      | tứ kết        | Đức                          | 3-2                  | Đúng |
| Thổ Nhĩ Kỳ  | Euro 2008      | bán kết       | Đức                          | 3-2                  | Đúng |
| Tây Ban Nha | Euro 2008      | chung kết     | Đức                          | 0-1                  | Sai  |
| Úc          | World Cup 2010 | vòng loại     | Đức                          | 4-0                  | Đúng |
| Serbia      | World Cup 2010 | vòng bảng     | Serbia                       | 0-1                  | Đúng |
| Ghana       | World Cup 2010 | vòng bảng     | Đức                          | 1-0                  | Đúng |
| Anh         | World Cup 2010 | Vòng 16       | Đức                          | 4-1                  | Đúng |
| Argentina   | World Cup 2010 | tứ kết        | Đức                          | 4-0                  | Đúng |
| Tây Ban Nha | World Cup 2010 | bán kết       | Tây Ban Nha                  | 0-1                  | Đúng |
| Uruguay     | World Cup 2010 | tranh hạng ba | Đức                          | 3-2                  | Đúng |

Dự đoán trận chung kết WC 2010 không có đội tuyển Đức
| Đội tuyển              | Giải đấu       | Vòng      | Ngày                | Dự đoán của Paul (đội thắng) | Kết quả trận đấu | Kết quả dự đoán |
| ---------------------- | -------------- | --------- | ------------------- | ---------------------------- | ---------------- | --------------- |
| Hà Lan vs. Tây Ban Nha | World Cup 2010 | chung kết | 11 tháng 7 năm 2010 | Tây Ban Nha                  | 1-0              | Đúng            |

## Thu hút giới truyền thông

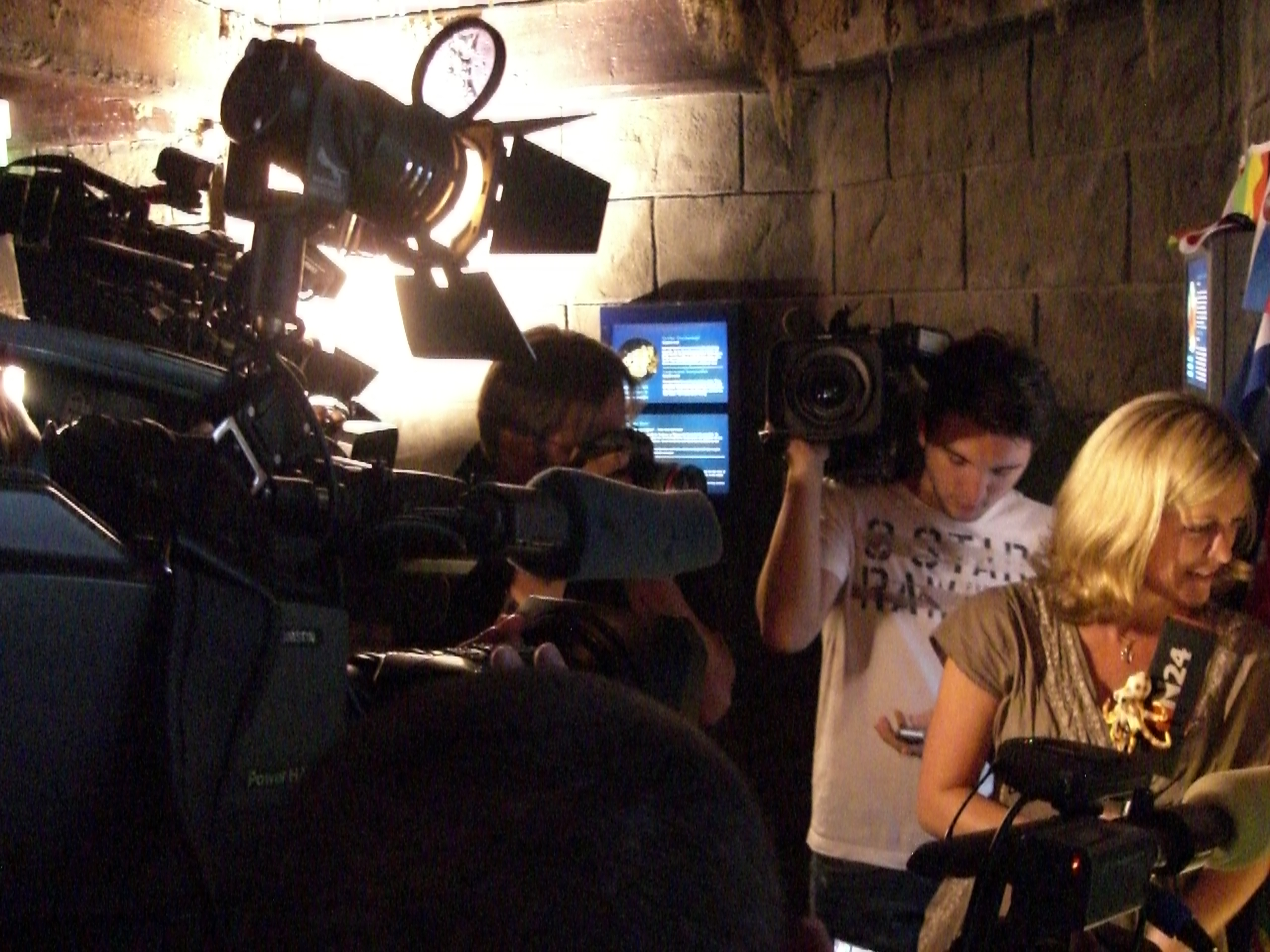
Phóng viên truyền hình trước bể bơi của Paul

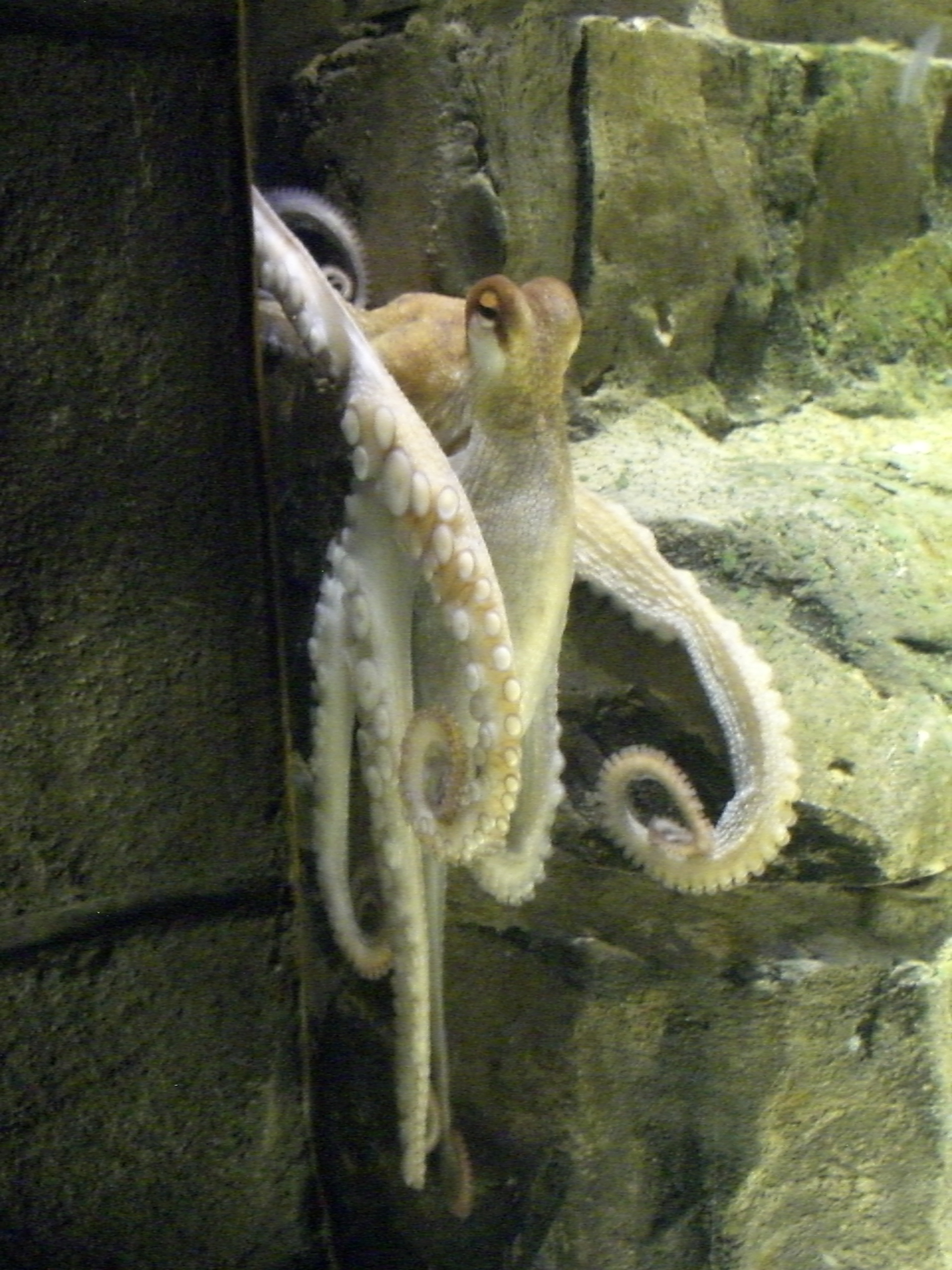
Bạch tuộc Paul

Sự "dự đoán" của Paul về kết quả các trận đấu tại World Cup 2010 thu hút sự quan tâm của giới truyền thông, cứ tăng thêm sau mỗi lần đúng. Sau khi Paul đoán đúng kết quả trận vòng 16 là Đức thắng Anh các báo chí uy tín quốc tế bắt đầu tường thuật về Paul như Guardian và cả trên trang chính của FIFA cũng tường thuật về dự đoán của Paul cho các trận tứ kết, về chiến thắng Đức trước Argentina. Tờ Washington Post nghi ngờ khả năng tiên đoán của Paul  Le Monde viết về dự báo hầu như không thể sai của Paul. Hãng tin AFP, chi nhánh ở Nhật Bản nghi ngờ dự đoán của Paul trước trận Đức gặp Anh. Đài BBC cũng hỏi ý kiến nhiều nhà khoa học, chuyên gia và bàn về khả năng tiên đoán của bạch tuộc Paul. Dự đoán của Paul về trận đấu tứ kết, Đức gặp Tây Ban Nha, được chiếu trực tiếp truyền hình tại nhiều quốc gia.
Các tờ báo lá cải cũng đua nhau tường thuật về Paul. Theo đó, Paul được quan tâm đặc biệt tại Argentina và Đài truyền hình Argentina trước trận đấu đã đề nghị biến Paul thành món Paella. Báo Süddeutsche Zeitung tường thuật là ở Argentina nhiều đối thủ tiên đoán khác (như rùa, vẹt và cá heo) đã được đưa ra để "dự đoán" ngược lại Paul, rằng Argentina sẽ thắng. Ông Oliver Walenciak, nhân viên chăm sóc Paul tại bể bơi cũng tường thuật, là có nhiều người rất thích Paul nhưng cũng có rất nhiều người muốn biến Paul thành món ăn.

## Phản ứng của các cổ động viên bóng đá
Nhiều hãng cá cược than phiền vì kết quả dự đoán của con bạch tuộc này khi người cá độ dựa vào dự đoán của bạch tuộc Paul để đặt cược qua đó một số hãng cá cược đã thất thu trong kỳ World Cup này.
Theo báo chí, trước trận đấu giữa đội tuyển Đức và Tây Ban Nha, con bạch tuộc này đã dự đoán đội Tây Ban Nha sẽ thắng gây nên một sự lo lắng cho người dân Đức. Rất nhiều người hy vọng rằng lần này nó sẽ dự đoán sai giống như trận chung kết Euro 2008. Mặc dù vậy, kết quả trận đấu lại diễn ra đúng như dự đoán của con bạch tuộc này. Sau khi đội tuyển Đức thua trận trước đội tuyển Tây Ban Nha ở trận Bán kết World Cup 2010, một số người hâm mộ Đức đã kêu gọi làm thịt con bạch tuộc này hay đem nó làm mồi cho cá mập. Trước đó, khi đội Argentina bị loại bởi đội Đức đúng như "dự đoán" của Paul, nhiều cổ động viên Argentina đã dọa ăn thịt con bạch tuộc này. Tuy vậy, một số tổ chức bảo vệ động vật đòi thả con bạch tuộc này ra biển. Nhưng chú bạch tuộc này vẫn được bảo vệ rất cẩn thận.
Tại Hà Nội, cũng nhờ Paul, món bạch tuộc nướng đã đắt khách mùa World Cup.

## Đối thủ
Paul có đối thủ là vẹt Mani, một con vẹt (két) ở Singapore. Không giống như Paul, con vẹt này không cần thức ăn. Nó chỉ cần bóc một lá bài có quốc kỳ của đội tuyển đó, và được biết là đã đoán chính xác 4 trận tứ kết của World Cup. Ngược với Paul, vẹt Mani tiên đoán là Hà Lan sẽ thắng trận chung kết  và đoán sai.
Bạch tuộc Paul đã dự đoán chính xác kết quả của nhiều trận đấu, trong đó có cả kết quả của trận Chung kết giải vô địch World Cup 2010

. Các "đối thủ tiên đoán" của bạch tuộc Paul là rùa, vẹt, cá heo, tinh tinh, heo rừng... nhưng không có thú vật nào có thể dự đoán chính xác như Paul. Cay cú với các kết quả dự đoán chính xác cho các đội thua, những cổ động viên quá khích dọa sẽ giết thịt Paul để trả thù
. Để đảm bảo an toàn cho tính mạng, bạch tuộc Paul đã có riêng một vệ sỹ, trong khi đó có ý kiến đòi thả Paul ra biển.

## Phần thưởng
Với tài dự đoán chính xác 100% kết quả các trận đấu của đội Đức và trận chung kết, "chuyên gia dự đoán" Paul đã được nhận phần thưởng là phiên bản chiếc Cúp vàng vô địch bóng đá thế giới..
Đây là chiếc cúp mà tờ báo nổi tiếng của Đức Frankfurter Allgemeine Zeitung trao tặng cho Paul để bày tỏ hâm mộ và khâm phục khi "nhà tiên tri" này dự đoán kết quả chính xác 100% ở World Cup 2010.
Dự đoán 8 trận đúng cả tám trận, chú bạch tuộc Paul đã trở thành ngôi sao lớn nhất của World Cup. Giờ đây, các thương gia Tây Ban Nha sẵn sàng bỏ ra 38.000 USD để được sở hữu "nhà tiên tri" này.
Thậm chí, nhờ việc dự đoán đúng đội tuyển Tây Ban Nha chiến thắng trong trận chung kết, Paul còn được các cổ động viên của đất nước này vô cùng yêu mến và họ đã tặng cho chú một chiếc áo đấu của Tây Ban Nha in tên Paul cùng một bức tượng tạc chú bạch tuộc.

## Ngưng "dự đoán"
Trước sức hút quá lớn của bạch tuộc Paul, ngay sau khi World Cup 2010 kết thúc, Trung tâm triển lãm thủy sinh Sea Life quyết định cho nó nghỉ hưu để không còn gây thêm bất kỳ tranh cãi nào nữa. Tuổi thọ trung bình của loài bạch tuộc là 3 tuổi, mà năm đó Paul đã 2 năm 4 tháng tuổi. Người phát ngôn Viện Hải dương học Tanja Munzig khẳng định: "Chú ta sẽ không đưa ra dự đoán nào nữa... Paul sẽ trở lại với công việc trước đây, đó là đem lại sự thích thú cho trẻ nhỏ".

## Chết
Ngày 26 tháng 10 năm 2010; bạch tuộc Paul chết trong khi ngủ vì lý do tự nhiên.
"Ngài Paul" thọ 2.5 tuổi vượt hơn tuổi thọ trung bình của loài bạch tuộc là 0.5 tuổi. Các nhà khoa học ở Viện Hải dương học Oberhausen, Đức cho biết họ sẽ làm mộ và một đền thờ nhỏ trong khuôn viên Viện cho Paul. Paul được công nhận là một công dân danh dự ở Tây Ban Nha.
Hiện các nhà khoa học thuộc Viện trên cũng đã tìm kiếm một "nhà tiên tri" bạch tuộc khác thay thế và dự tính cũng được đặt tên là Paul.